# Mont Roraima

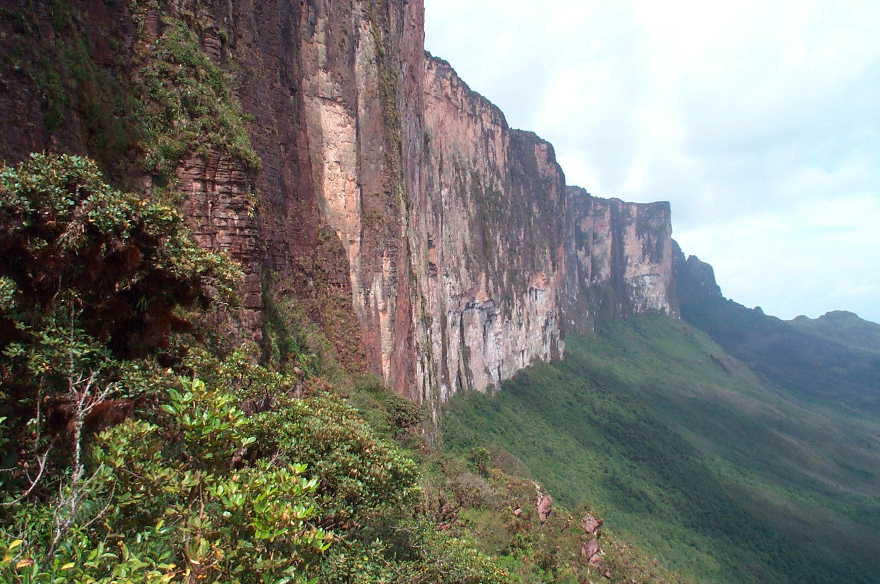
Roraima.

El Mont Roraima, també conegut com a tepuy Roraima, turó Roraima o simplement Roraima, amb 2810 msnm, és el punt més alt de la cadena d'altiplans Tepuy (muntanyes tabulars) de la serra de Pacaraima, a Amèrica del Sud. Descrit per primera vegada per l'explorador anglès Walter Raleigh el 1596, els seus 31 km² d'àrea en el cim estan dividits entre Veneçuela (85%), Guyana (10%) i Brasil (5 %) amb penya-segats de 400 metres d'altura per tots els seus costats.
La muntanya Roraima es troba en l'Escut guaianès, a l'escaira sud-est del veneçolà Parc Nacional Canaima (de 30 000 km²), sent el bec més alt de la serralada de les Terres Altes de Guaiana. Els cims dels altiplans del parc es consideren algunes de les formacions geològiques més antigues de la Terra, que es remunten a uns dos mil milions d'anys, en el Precambrià.
En el Tepuy es troben el punt més alt de l'estat brasiler de Roraima. El punt més alt de la muntanya és "El Maverick", de 2810 m, en l'extrem sud de l'altiplà i totalment dins de Veneçuela..

## Generalitats
El Roraima és un altiplà d'arenisca que sobresurt més de mil metres sobre les sabanes boscoses circumdants. Està situada en l'extrem sud-est del Parc nacional Canaima, s'estén per uns 30 000 km². És un dels llocs de més antiga geologia del planeta, remuntant-se fins al Precambrià, uns dos mil milions d'anys enrere.
És a més el punt més alt en un radi de 549.44 quilòmetres. El veí següent en grandària és el turó Marahuaca, cap a l'oest-sud-oest. L'altura mitjana de l'altiplà és d'uns 2500 msnm, i les seves parets verticals dificulten enormement l'accés. No obstant això, Roraima va ser el primer dels grans del tepuy a ser ascendit: Everard im Thurn va grimpar pels seus vessants el 1884 a través d'una rampa boscosa similar a una escala adossada lateralment a la paret de l'altiplà. Els reportatges d'expedicions de l'època victoriana a aquesta muntanya van inspirar a Arthur Conan Doyle per escriure el 1912 la seva clàssica novel·la d'aventures El món perdut, de la qual s'han realitzat diverses versions cinematogràfiques.

## Toponímia
L'origen de la paraula Roraima no està ben definit. Els primers exploradors a l'àrea van trobar que molts persones locals es referien a aquesta muntanya com «la mare de totes les aigües», nom molt apropiat a causa que des del seu cim cauen nombroses cascades d'aigua, les quals són la font d'alguns rius que flueixen cap al riu Orinoco, el riu Esequibo o el riu Amazones.
El seu nom es deriva de dues paraules en la llengua pemón: roro (‘verd-blau’) i ima (‘gran'). Per tant, el significat de Roraima, depenent de la traducció que es faci del pemón, pot ser ‘gran verd-blau’, encara que també pot ser ‘roca rodant’ o ‘fecunda mare dels torrents'.

## Rutes d'ascens

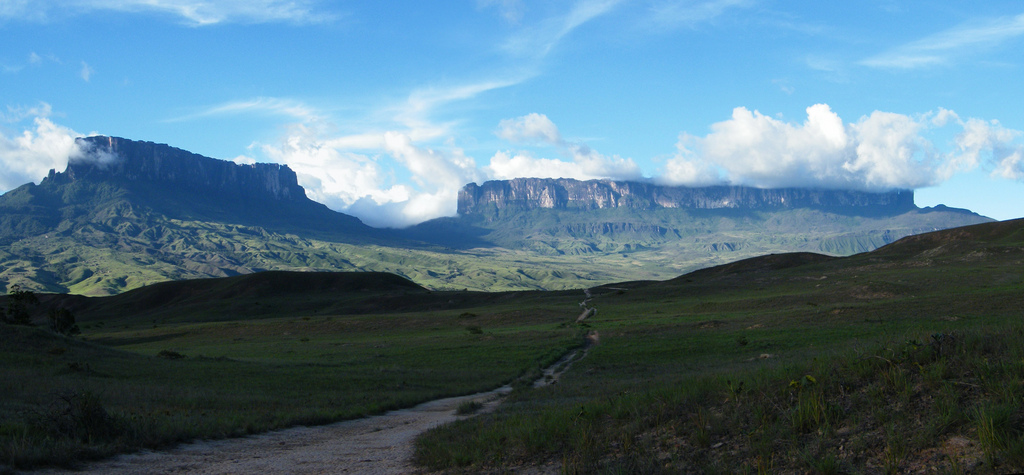
Ruta cap al Kukenan Roraima.

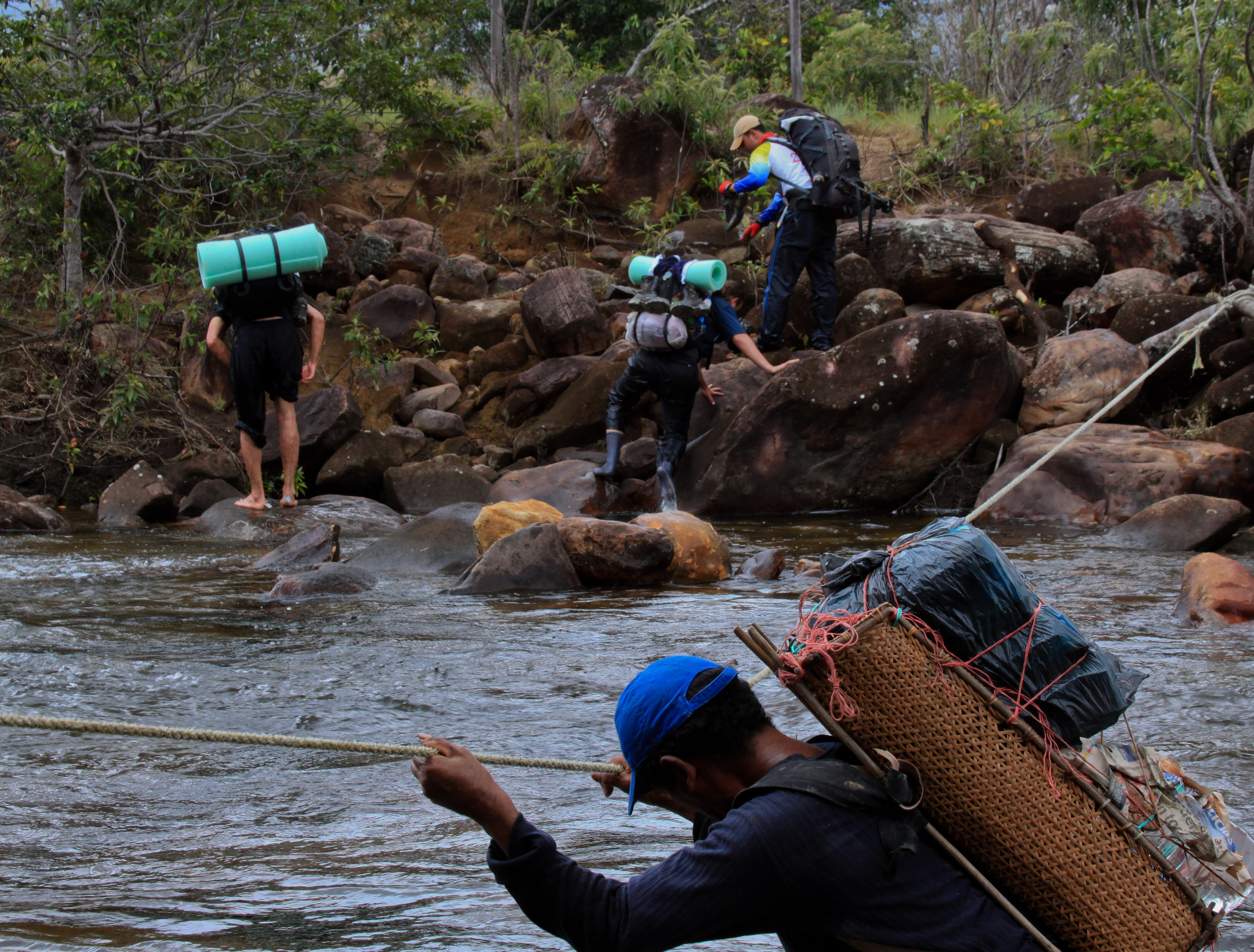
Excursionista camí al cim del Roraima.

La muntanya Roraima és una destinació comuna per moxilers. Gairebé tots els que planegen l'ascens s'aproximen pel costat veneçolà. Els excursionistes han de pujar amb un guia indígena, el qual pot ser contractat des del poble de Paraitepuy ("al tepuy") o en San Francisco de Yuruaní o bé des de Santa Elena de Uairén, des d'aquest últim lloc és on estan situades les operadores turístiques. Partint des d'una bifurcació des de carretera pavimentada (molt prop de San Francisco de Yuruaní), comença un camí de terra fins al poble (aprox. 50 km), el qual pot fer-se fàcilment mitjançant transport tot terreny o amb gran dificultat usant vehicles comuns, fins i tot si l'estat del camí estigués singularment bo.
Des de Paraitepuy, la majoria dels paquets turístics programen dos dies per aconseguir la base de l'altiplà -encara que pogués fer-se en un dia-, i un altre per ascendir per la Rampa, l'escala natural en la roca que arriba directe al cim, a la qual ja s'ha fet referència. Normalment són necessaris altres dos dies per al retorn. Molta gent passa un dia sencer en el cim de la muntanya, la qual cosa totalitza sis dies d'excursió -o cinc si es va arribar a la base en un dia-. A pesar que tot el camí d'ascens està ben marcat i transitat, és molt fàcil perdre's en el cim a causa que les poques senderes existents allí es tornen difusos, i la constant cobertura nuvolosa dificulta la presa de referències visuals.
L'única ruta oberta no tècnica al cim és la descrita; qualsevol altra requerirà equip d'escalada especial i coneixement pràctic avançat. La muntanya va ser coronada tant des de Veneçuela i Brasil, sent ambdues sengles d'escalada sobre roca de gran dificultat.
Alternativament és possible contractar un viatge en helicòpter partint des de Santa Elena de Uairén, per sobrevolar o fer peu en la taula.

## Punts d'Interès

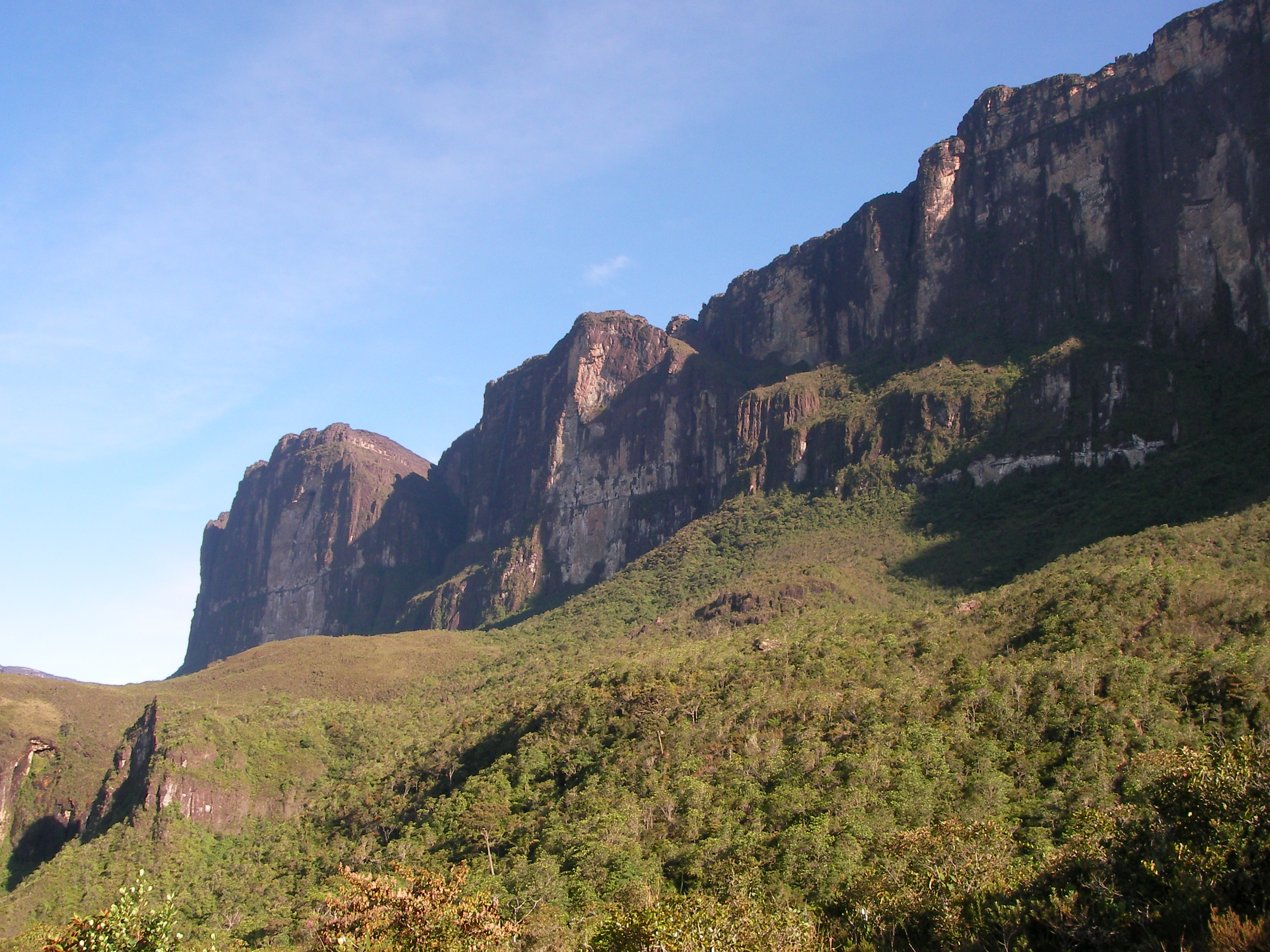
Mont Roraima, vista des de la base.

- Paraitepuy: població a 50 km aproximadament de la carretera principal, últim lloc fins a on tenen accés els vehicles i punt de partida de l'excursió a la muntanya Roraima. Aquí es troben les oficines de INPARQUES en la qual cal registrar-se gratuïtament, també en aquest lloc es poden contractar els guies i porteadores.
- Campament Tek (Tök): primer campament a la vora del riu Tek, està situat aproximadament a 4 hores de Paraitepuy, és on generalment es passa la primera nit.
- Campament Kukenan: segon campament a la vora del riu Kukenan, a aproximadament una hora del Campament Tek, és una alternativa per passar la primera nit. D'optar per aquest campament, té l'avantatge que al final de la caminada del primer dia es passen llavors els rius Tek i Kukenan, així en cas de crescuda eventuals a la fi del dia o a la nit dels rius, ja aquests se han passat, també que en cas de l'excursionista caigui en intentar passar els rius o de mullar-se, dona temps suficient per assecar-se mentre s'acampa; a més que el primer de caminada és més suau (menys pendent) i així és millor caminar-la el primer dia en comptes del segon, per balancejar la dificultat dels dies de caminades; encara que d'altra banda, aquest campament té menys brisa i, per tant, més plaga (puri-puris) i també és menys vistós.
- Campament Basi: tercer campament abans d'iniciar l'ascens, és on generalment es passa la segona nit, la gent descansa i es prepara per pujar per la "rampa" del Roraima.

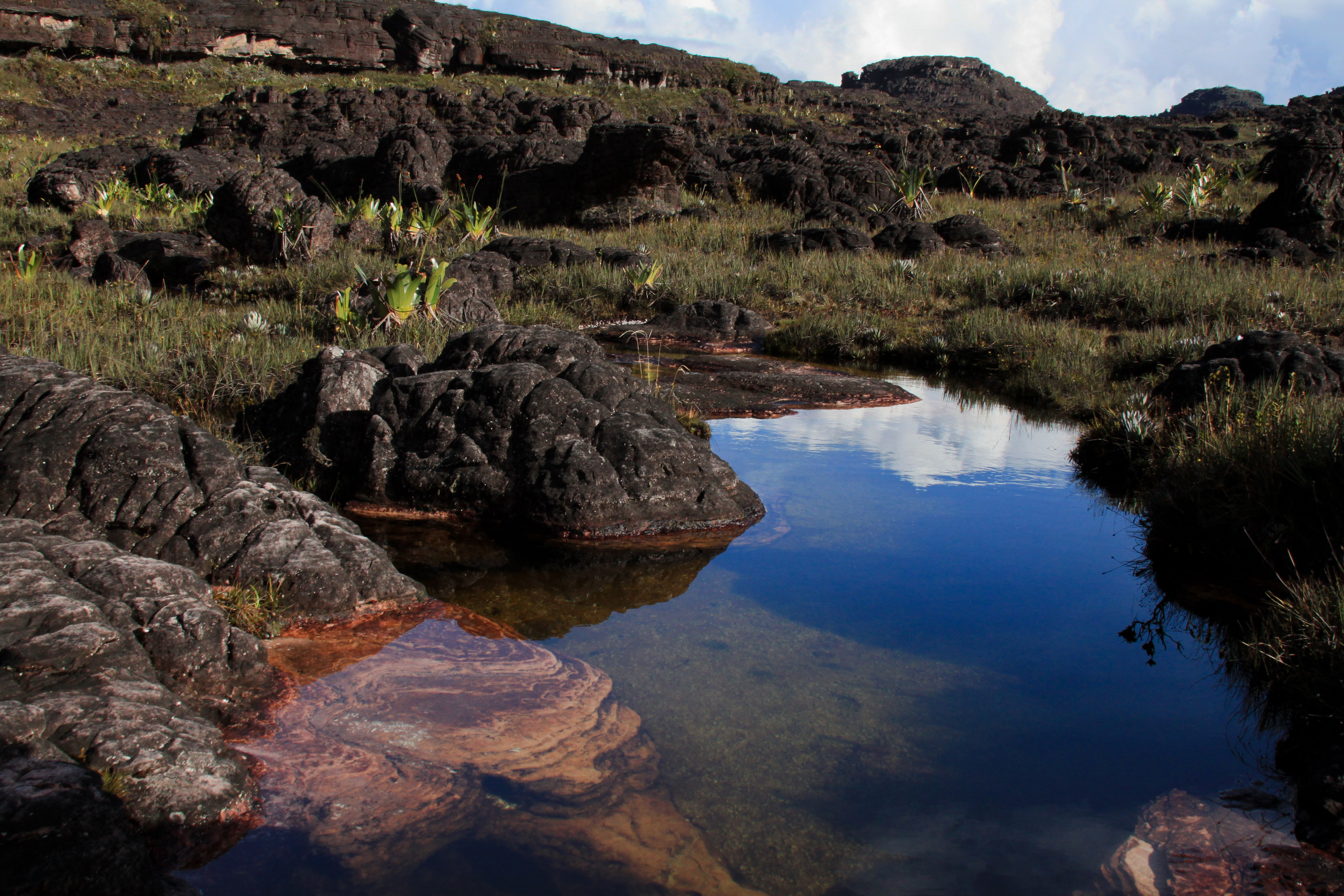
En el cim del Tepuy Roraima, Parc Nacional Canaima

## Diversitat biològica

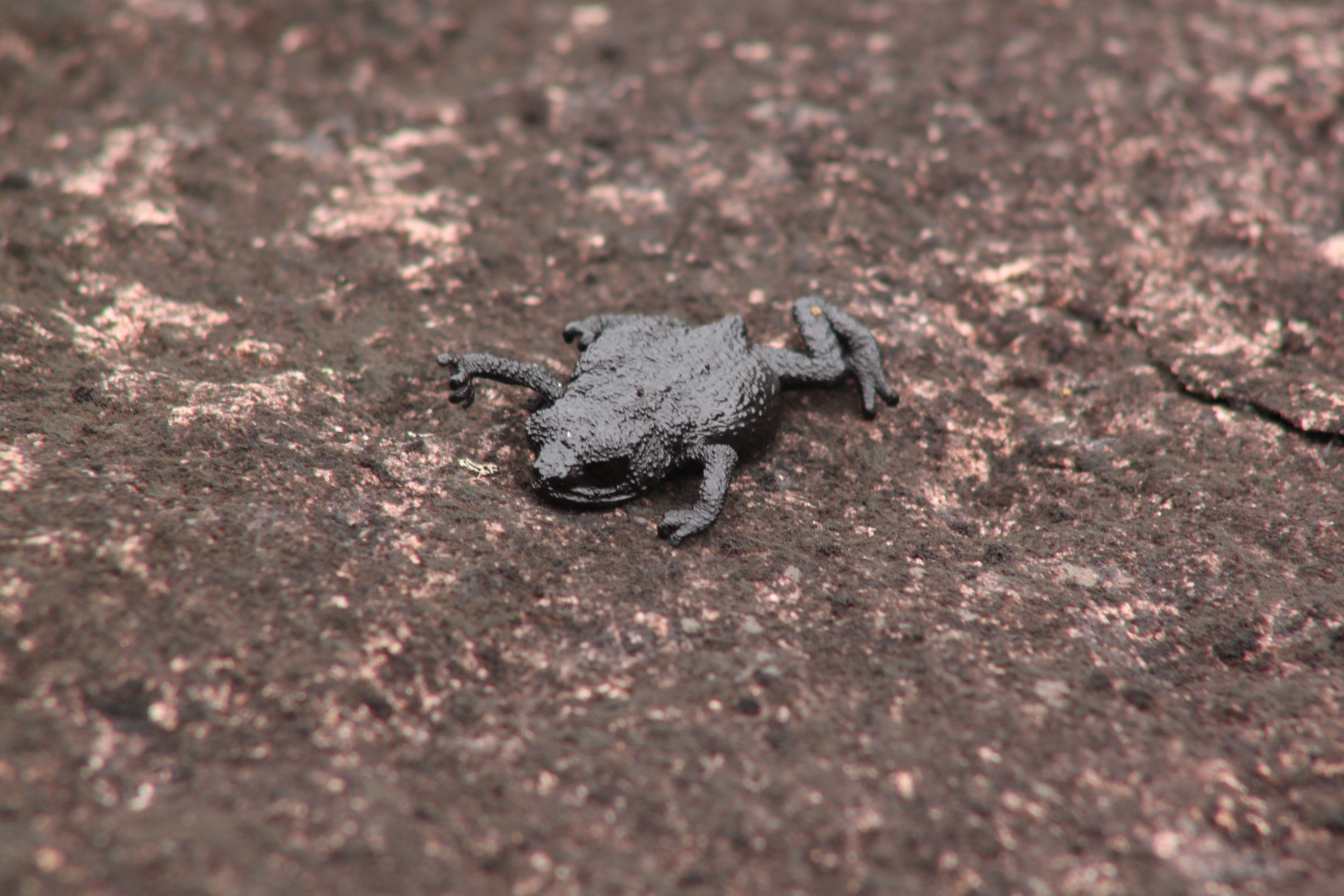
Espècie endèmica de la muntanya Roraima (Anomaloglossus roraima).

### Fauna
S'han descrit diverses espècies de papallones provinents de Roraima, algunes d'elles es consideren endèmiques d'aquest Tepui, per exemple Pedaliodes roraimae, unes altres s'han registrat en diversos cims del Pantepui, tal com Catasticta duida.